# Cneorane rubicollis
Cneorane rubicollis es un coleóptero de la familia Chrysomelidae.
Fue descrita científicamente en 1831 por Hope.